# Uigorlersuaq
Uigorlersuaq (nach alter Rechtschreibung Uigordlerssuaĸ; „die große in der Verlängerung Liegende“) ist eine grönländische Insel im Distrikt Upernavik in der Avannaata Kommunia.

## Geografie
Uigorlersuaq liegt zwischen Uigorleq im Nordwesten und Tasiusaq im Südwesten. Südlich liegt die Insel Anarti und östlich Aappilattoq. Die höchste Erhebung ist ein unbenannter Gipfel mit 250 m Höhe im nördlichen Teil der Insel.

## Archäologische Spuren
An der Bucht Igannaq im Westen der Insel befinden sich die sehr gut erhaltenen Ruinen eines Winterhauses sowie ein Grab aus der Thule-Kultur. Es wurde berichtet, dass sich in einer Höhle dort auch Ruinen und Gräber europäischer Walfänger befänden, welche aber bei einer Inspektion nicht gefunden werden konnten.